# む
En la escritura japonesa, los caracteres silábicos (o, con más propiedad, moraicos) む (hiragana) y ム (katakana) ocupan el 33.eɽ lugar en el sistema moderno de ordenación alfabética gojūon (五十音), entre み y め; y el 23.º en el poema iroha, entre ら y う. En la tabla a la derecha, que sigue el orden gojūon (por columnas, y de derecha a izquierda), se encuentra en la séptima columna (ま行, "columna MA") y la tercera fila (う段, "fila U").
El carácter む proviene del kanji 武, mientras que ム proviene de 牟.

## Romanización
Según los sistemas de romanización Hepburn, Kunrei-shiki y Nihon-shiki, む, ム se romanizan como "mu".

## Escritura
| Escritura de む | Escritura de ム |

El carácter む se escribe con tres trazos: 
1. Trazo horizontal.
2. Trazo vertical que corta al primero, forma un bucle hacia la izquierda, sigue bajando, gira y sigue horizontal hacia la derecha. En la parte final se puede apreciar un "pico" hacia arriba.
3. Pequeño gancho en la parte derecha del carácter.

El carácter ム se escribe con dos trazos:
1. Trazo compuesto por una línea diagonal aunque muy inclinada hacia abajo a la izquierda y una línea casi horizontal aunque ligeramente inclinada hacia arriba.
2. Trazo corto diagonal hacia abajo a la derecha (aunque ligeramente curvo) que toca la parte final del primer trazo.

## Otras representaciones
- Sistema Braille:
| ●● －● ●● |
- Alfabeto fonético: 「無線のム」 ("el mu de musen", donde musen quiere decir inalámbrico o radio)
- Código Morse: －

- Datos: Q40749
- Multimedia: む / Q40749